# Comuna Kîkova, Novohrad-Volînskîi
Kîkova (în ucraineană Киківська сільська рада) este o comună în raionul Novohrad-Volînskîi, regiunea Jîtomîr, Ucraina, formată din satele Kîkova (reședința), Nemîlnea și Ukraiinske.

## Demografie
Componența lingvistică a comunei Kîkova
     Ucraineană (99,11%)
     Alte limbi (0,84%)
Conform recensământului din 2001, majoritatea populației comunei Kîkova era vorbitoare de ucraineană (99,11%), existând în minoritate și vorbitori de alte limbi.